# Смрт се одгађа до увече
„Смрт се одгађа до увече” је југословенски ТВ филм из 1964. године. Режирао га је Марио Фанели а сценарио је написао Иво Руђери.

## Улоге
| Глумац         | Улога |
| -------------- | ----- |
| Борис Дворник  |       |
| Божо Јајчанин  |       |
| Звонко Лепетић |       |
| Борис Смоје    |       |
| Теа Тадић      |       |
| Антун Врдољак  |       |